# Скандинавская правовая система

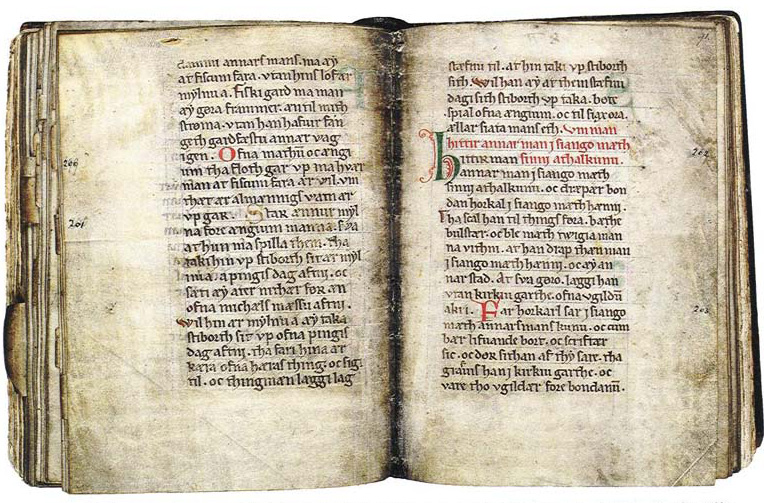
Рукопись кодекса Хольма 1250 года

Скандинавское право — группа правовых систем или правовая семья стран Северной Европы — Швеции, Норвегии, Дании, Исландии и Финляндии. В сравнительном правоведении по ряду признаков либо включается в состав романо-германской правовой семьи, либо выделяется как самостоятельная правовая семья, часто рассматриваемая как промежуточная по ряду признаков между романо-германской и англосаксонской (англо-американской) правовой семьёй общего права.

## Классификация
Право стран Северной Европы активно пользуется юридическими конструкциями и понятиями романо-германской правовой семьи. Скандинавское право придерживается принципа верховенства закона; норма права в скандинавских странах имеет более общий характер, чем норма англо-американского права. Эти особенности правовых систем стран Северной Европы используются в качестве решающих аргументов в пользу их включения в состав романо-германской семьи. Большинство учёных-юристов считает скандинавское право разновидностью (причём особой) романо-германской правовой семьи или отдельной сферой континентальной системы права.
В то же время римское право сыграло менее заметную роль в развитии правовых систем скандинавских стран, чем Франции и Германии. В странах Северной Европы не было и нет кодексов, подобных Гражданскому кодексу Франции или Германскому гражданскому уложению. Судебная практика играет здесь более значимую роль, чем в странах континентальной Европы.
Несмотря на то, что страны Северной Европы географически ближе к странам романо-германской правовой семьи, чем Латинская Америка или Япония, при отнесении их права к данной семье возникает значительное количество сложностей, а некоторые европейские авторы вовсе отрицают их принадлежность к этой семье, утверждая самобытность и автономность скандинавского права.
Нельзя отнести право Скандинавии и к англо-американской системе, поскольку у него почти отсутствуют такие характерные признаки общего права, как правило прецедента, техника различий, особая роль процессуального права. Историческое развитие правовых систем северных стран происходило относительно независимо от английского права.
Однако нельзя полностью исключать и недооценивать воздействие на скандинавское право английского общего права и романо-германской правовой семьи. Оно было различным на протяжении истории и по-разному проявлялось применительно к различным отраслям права.
Многие компаративисты настаивают на «промежуточном» положении скандинавского права. А. Мальмстрём помещает его между романо-германской правовой семьей и общим правом. А. Ф. Шмидт, разделяя эту позицию, отмечает, что европейское континентальное право более догматично по сравнению с правовыми системами скандинавских стран, а англо-американское право более прагматично. Другие юристы относят право стран Северной Европы к «третьей системе» западного права. А. Юзинг утверждает, что нордическое право все же ближе к общему праву, чем к романо-германской правовой семье. Наконец, некоторые юристы считают споры по поводу классификации скандинавского права совершенно бесполезными.

## История
Право в Скандинавии развивалось по большей части независимо от факторов, действовавших в континентальной Европе. Для исторического развития стран Северной Европы были характерны следующие особенности: относительная неразвитость управленческой иерархии; наличие свободных крестьян; демократические формы учёта интересов различных слоёв населения в рамках церковного прихода, благодаря которым применялись компромиссные методы решения возникающих социальных конфликтов; постоянное приспособление экономического развития к условиям патриархального общества. В Скандинавии возникает централизованная система права, распространяющая свою легислатуру на всю территорию государства.
Общей исторической основой скандинавского права служило старогерманское право. В каждой северной стране развивались местные особенности. Уже начиная с первых актов центральной власти осуществлялся процесс объединения и унификации права.
В XIII веке в Исландии появляется древнейший исландский правовой кодекс — Йоунсбоук (исл. Jónsbók), ставший основным письменным источником права после перехода Исландии под власть норвежской короны в 1262-64 годах. Происхождение Йоунсбоук связано с деятельностью законоговорителя Йона Эйнарссона (умер в 1306). Книга написана на древнеисландском языке. Йоунсбоук стал основой исландского законодательства и сохранял своё значение в течение следующих четырех столетий, до тех пор, пока 28 июля 1662 года на территории Исландии де-факто не стали действовать датские и норвежские законы.
Де-юре некоторые положения Йоунсбоука остались действительны до нынешнего времени и, тем самым, являются старейшими законами действующими в Исландии (за исключением «Закона о правах христиан» епископа Арни Торлакссона от 1275 года). Правовые нормы Йоунсбоук (около 1/8 части правовых норм от издания Йоунсбоук 1904), которые все еще применяются, достаточно обширны и охватывают всё — от защиты животных и сбора водорослей на побережье до наказания за воровство и причинение физического вреда.
Некоторые из этих правовых норм берут свое начало ещё от законов Исландии периода народовластия, изложенных в книге Граугаус (исл. Grágás). Таким образом, в исландском праве есть правовые положения, которые де-юре действуют с начала исландского заселения или, по меньшей мере, с момента создания исландского Альтинга в 930 году.
В XIV веке в Швеции удалось объединить право отдельных местностей в единое земельное право, а право народов — в единое городское право.

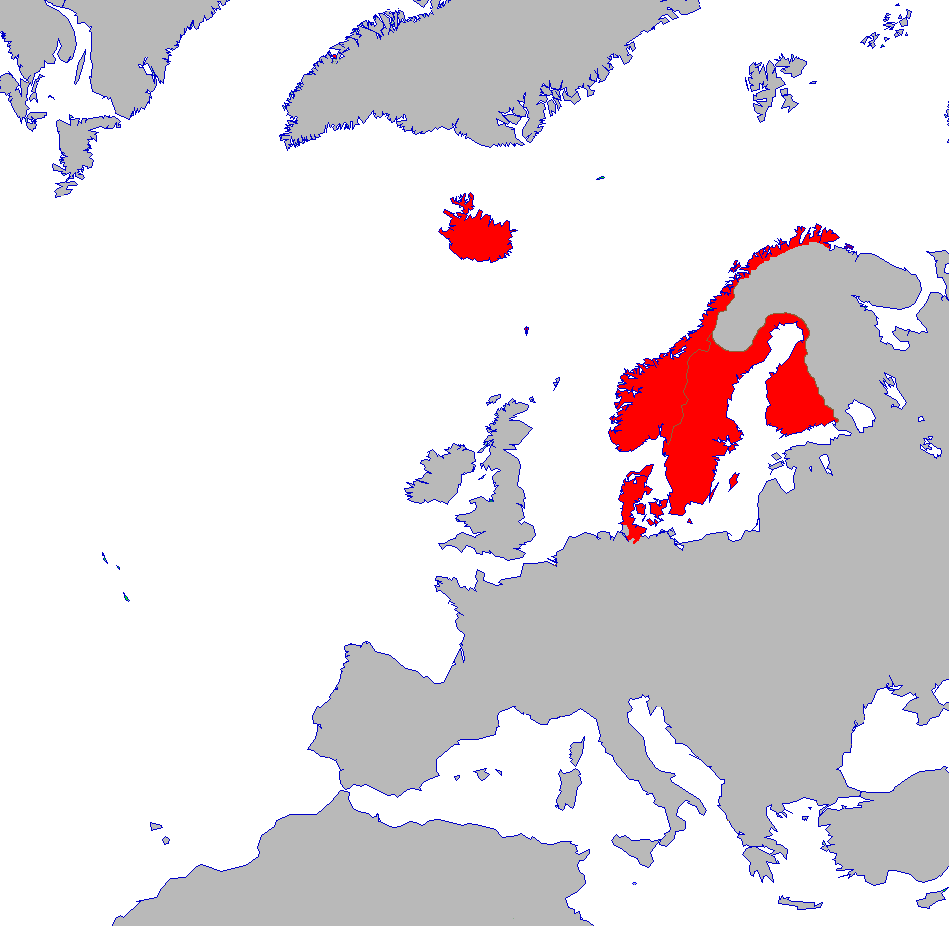
The Kalmar Union at the beginning of the 16th century

Начиная с XIII века в Швеции законодательство приобретает письменную форму. В середине XIV века издаются два закона, один из которых регулировал отношения в сельской местности, другой — в городах. Эти акты действовали в Швеции на протяжении 400 лет. За это время они неоднократно изменялись и дополнялись. Важную роль в процессе приспособления данных законов к новым условиям общественной жизни играли суды.
В XVII столетии шведская судебная практика восприняла многие конструкции и принципы римского права. Эти элементы стали неотъемлемой частью шведского права. Однако рецепция римского права затронула скандинавские страны незначительно, и её главным последствием стало установление более тесных связей с юридической наукой континентальной Европы, чем с английской.
Тесные взаимосвязи северных правовых систем объясняются тем, что между странами Скандинавии всегда существовали прочные политические, экономические и культурные связи. Хотя полное объединение трёх королевств — Дании, Норвегии и Швеции — носило лишь временный характер и было оформлено как Кальмарская уния, просуществовавшая с 1397 по 1523 год, связи между Швецией и Финляндией и между Данией, Норвегией и Исландией оказались прочными и сохранялись веками.
В XII—XIII веках Финляндия была завоевана Швецией и входила в состав Шведской империи до 1809 года, когда Швеция уступила её России. Российское государство предоставило Финляндии значительную автономию как самостоятельному Великому княжеству Финляндскому, и царская администрация почти не вмешивалась в её правовую систему. Поэтому, когда Финляндия отделилась от России в 1917 году и провозгласила свою независимость в 1918 году, её правовое единство со Швецией не было ослаблено.
Дания, Норвегия и Исландия находились под централизованным управлением датской королевской семьи более четырёх веков, с конца XIV века, так что датское право, по существу, действовало также в Норвегии и Исландии. В 1814 году Дании пришлось уступить территорию Норвегии Швеции, но норвежцы смогли добиться значительной самостоятельности в составе Швеции и получить полную автономию в 1906 году. В 1918 году независимым государством стала Исландия, хотя она оставалась под датской короной до конца Второй мировой войны.

### Датский и Шведский кодексы XVII—XVIII веков

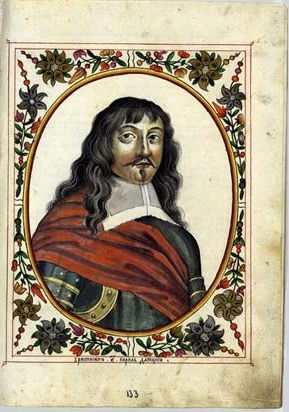
Портрет Кристиана V в царском титулярнике

В течение XVII—XVIII веков основой правовых систем Скандинавии стали два законодательных акта:
- Кодекс короля Христиана V («Danske Lov»), принятый в Дании в 1683 годах. В 1687 году его действие было распространено на Норвегию, где он получил название «Норвежское право» («Norske Lov»).

- Свод законов Шведского государства 1734 года («Sveriges rikes lag»).

Датский кодекс состоит из следующих разделов:
- о судопроизводстве;
- о церкви;
- о светских сословиях, торговле и семейном праве;
- о морском праве;
- о вещном и наследственном праве;
- об уголовном праве.

Шведский кодекс 1734 года включает девять разделов:
- о браке;
- о родителях и детях;
- о наследовании;
- о недвижимости;
- о строительстве;
- о торговле;
- о преступлениях (уголовный кодекс);
- об исполнении судебных решений;
- о судопроизводстве и судоустройстве.

Свод насчитывает 1300 параграфов. Как и Датский кодекс, он написан простым народным языком. В интересах более полного конкретного регулирования в нём отказались от теоретических обобщений и поучающих понятий в том виде, в каком они внедрялись на Европейском континенте в XVIII веке.
Влияние римского права на Шведский кодекс 1734 года было незначительным. Авторы Кодекса обратились к традициям старого шведского земельного и городского права. Это следует из его структуры, стиля, языка и по отсутствия обобщающих норм.

### XIX век — настоящее время
Скандинавское право представляет собой единую систему не только в силу развития торговых и транспортных связей, родства скандинавских языков, сходства исторических путей развития права, особенностей законодательства, источников права. Особую роль здесь играет сотрудничество скандинавских стран в области законотворчества. Этот процесс, начавшийся в конце XIX веке, привёл к появлению большого числа унифицированных актов, равно действующих во всех государствах-участниках.
Юридическое сотрудничество северных стран началось в 1872 году, когда скандинавские юристы собрались на съезд с целью унификации скандинавского права. С того времени сотрудничество стало характерной чертой правотворчества в области брачно-семейного, договорного, деликтного права, права, касающегося компаний и интеллектуальной собственности. Однако в области публичного права, в уголовном праве и процессе, в налоговом праве, в праве собственности на недвижимость, то есть в сферах с сильными местными традициями, такая кооперация выражена значительно слабее.
В 1880 году одновременно в трёх странах — Швеции, Дании и Норвегии — вступил в силу единый закон об оборотных документах. В последующие годы основное внимание уделялось унификации торгового права (законы о торговых знаках, торговых реестрах, фирмах, закон о чеках) и морского права.
В конце XIX века появились ещё более масштабные унификаторские планы. В 1899 году датский профессор Б. Ларсен предложил унифицировать всё частное право, чтобы в итоге прийти к единому Скандинавскому гражданскому кодексу. Хотя правительства скандинавских государств были согласны с этим предложением, но создание проекта единого Гражданского кодекса было отложено, а предпочтение отдано унификации отдельных институтов права собственности и обязательственного права. Результатом этих усилий стал проект закона о продаже движимого имущества. В Швеции и Дании он вступил в силу в 1906 году, в Норвегии — в 1907 году и в Исландии — в 1922 году. Очередным достижением унификаторов стал закон о договорах и других законных операциях в сферах права собственности и обязательственного права. В Швеции, Дании и Норвегии он вступил в силу в период с 1915 по 1918 год, а в Финляндии — в 1929 году. На основе этих и многих других законов в Скандинавии сложилось, по существу, единое договорное право.
Скандинавские страны активно сотрудничали также в области семейного права, хотя в этой сфере различия между законодательствами стран региона выражены сильнее, чем в обязательственном праве. Многие вопросы, по которым в континентальной Европе реформы были проведены лишь после Второй мировой войны, в скандинавском праве были решены значительно раньше: равенство мужа и жены, отказ от принципа вины как главного основания расторжения брака, уравнивание в правах детей, рождённых вне брака.
Шведский и Датский кодексы составили основу дальнейшего развития обеих ветвей скандинавского права — датской и шведской. Развитие это происходило, разумеется, не изолированно от континентальной Европы. Однако попытки реформирования законодательства, которые структурно затрагивали бы сложившуюся систему права, делались на определенных этапах (в первой половине XIX в. обсуждались проекты принятия общего закона, аналогичного Французскому гражданскому кодексу), но не увенчались успехом.
Однако эти законодательные акты нельзя было рассматривать как кодексы даже на момент их принятия: их следует рассматривать как своды действующего законодательства, поскольку отдельные части этих законодательных актов никак не связаны между собой. Более того нельзя признать их кодексами теперь, когда они включают лишь малую часть действующих законодательных положений. И если шведский закон 1734 г. все же выполняет практическую роль — роль определенного интегрирующего фактора позитивного шведского права, то Кодекс Христиана V превратился в «музейный экспонат», хотя формально он и продолжает действовать.
Продолжающий действовать и по сей день шведский закон 1734 г. практически не включает положений, входивших в него в момент принятия. Ряд разделов подверглись полной переработке:
- в 1920 г. был принят новый раздел о браке;
- в 1948 г. — о судебном разбирательстве;
- в 1959 г. в результате переработки старого раздела «О наследовании» в закон был включен раздел под таким же названием, а ещё раньше, в 1949 г., из этого раздела был выделен отсутствовавший до того раздел о родителях;
- в 1970 г. был полностью обновлен раздел о недвижимости.

В остальных разделах осталось незначительное число старых норм. Большинство ранее действовавших положений заменено отдельными законами, нормы которых составляют ядро правового регулирования отношений в соответствующих сферах.
В настоящее время законодательство, не укладывающееся в систематику закона 1734 г., охватывает многие отрасли шведского права: трудовое и акционерное право, законодательство об охране промышленной собственности и о социальном обеспечении, об охране окружающей среды, многие разделы административного права — то есть те нормы, которые стали результатом социально-экономического развития страны начиная с середины XIX в. Хотя число законодательных предписаний, выходящих за рамки закона 1734 г., значительно превысило систематизированную в соответствии с этим актом часть шведского законодательства, практическое значение этого закона Шведского государства ещё велико.
Этого нельзя сказать о Датском кодексе, который сохранен, в основном, как исторический памятник. Кодифицированное законодательство представляет далеко не большую часть действующего права страны. И здесь, и в Норвегии отчетливо прослеживается позиция, придающая важное значение судебной практике как источнику права. Немаловажна роль судебной практики и в Швеции, что отличает скандинавское право от романо-германской правовой семьи, сближая его в какой-то мере с общим правом.
Многовековое действие Шведского кодекса 1734 г. и Датско-Норвежского кодекса 1683—1687 гг. ярко показывает, что со временем закон применяется все реже и постепенно вообще перестает действовать под тяжестью развивающейся на его основе прецедентной практики. Эта закономерность правового развития относится в том числе к Гражданскому кодексу Франции 1804 г. и Германскому гражданскому уложению.

## Особенности
Правовые системы в Скандинавии обычно делят на две группы. Первая включает Данию, Норвегию и Исландию, право которых исторически развивалось на основе почти идентичных по своему содержанию компиляций датского и норвежского права, осуществленных во второй половине XVII в. Во вторую группу входят Швеция и Финляндия, где в 1734 г. был введен закон Шведского государства. Несмотря на то, что в соответствии с Фридрихсгамским мирным договором 1809 г., завершившим русско-шведскую войну 1808—1809 гг., Швеция передала Финляндию России, влияние шведского права в этой стране остается значительным и до настоящего времени.
Взаимная интеграция права скандинавских стран объясняется следующими причинами:
- длительные взаимные исторические связи и этническая близость данных государств;
- почти полное отсутствие во всех этих странах рецепции римского права, оказавшего существенное влияние на развитие правовых систем стран континентальной Европы;
- отсутствие кодексов, систематизирующих отдельные отрасли права так, как это было сделано в романо-германской правовой семье;
- проходящий уже более 100 лет процесс унификации права стран Скандинавии.

Анализ правовых систем Скандинавских стран показывает определенную общность скандинавского и романо-германского права. Прежде всего это сходство источников правового регулирования. В скандинавских странах закон является основным источником права, и суды формально не могут, разрешая конкретный спор, создавать правовые нормы. В этом вопросе обнаруживается существенное различие между системами скандинавского и общего права.
Однако в Скандинавских странах традиционно весьма значительна роль суда. Никогда функции судьи не сводились здесь исключительно к применению норм законодательства. Судья в Скандинавских странах обладает большой свободой в толковании положений, содержащихся в законах и договорах.
В Швеции суды низших инстанций практически во всех случаях неукоснительно следуют решениям, принимаемым вышестоящими судебными органами, в первую очередь — решениям Верховного суда, признавая их авторитетным изложением действующего права.
Роль судебной практики в последние годы заметно растет. В Швеции, согласно закону 1971 г., Верховный суд рассматривает такие дела, которые представляют интерес с точки зрения установления определенных направлений правоприменительной деятельности. Таким образом, признается обязательность решений Верховного суда для всей судебной системы. В конечном счете, к расширению дискреционных правомочий судей приводит получающая все большее распространение практика включения в законы неопределенных норм. В Швеции они получили название «общих оговорок». Сами шведские юристы оценивают развитие законодательной техники «общих оговорок» как «разновидность делегирования законодательной власти судебным органам». Указанная тенденция отчетливо просматривается в эволюции системы источников права во всех странах романо-германской семьи.
Скандинавское право использует общие юридические концепции романо-германского права. Система подготовки юридических кадров сходна с системой высшего юридического образования, принятой в континентальной Европе. Все это результат влияния римского, а затем французского и германского права. В первые десятилетия XIX столетия сильное воздействие на право стран Северной Европы оказывала французская правовая система.
Объединяет скандинавское и общее право прагматический подход к праву, правовым понятиям и конструкциям. Это последнее обстоятельство в определенной степени и объясняет успех, которым пользуются в Скандинавских странах после Второй мировой войны американские концепции школы правового реализма. Растущее воздействие американского права проявляется также в заимствовании в последнее время отдельных юридических конструкций, понятий из американского права, например, в сфере деликтной ответственности, страхования и т. д.